# 彭平安
彭平安（1960年11月15日—），浙江天台人，有机地球化学家。

## 生平
1982年毕业于浙江大学，1991年取得中国科学院地球化学研究所博士学位。担任中国科学院广州地球化学研究所研究员。2013年当选中国科学院地学部院士。